# Aleardo Villa
Pour les articles homonymes, voir villa (homonymie).

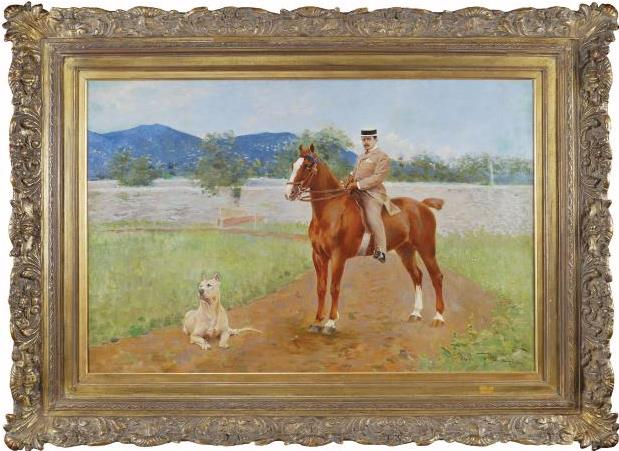
Giacomo Puccini a Cavallo al lago di Massaciuccoli, tableau représentant Giacomo Puccini au lac Massaciuccoli, dans la province de Lucques.

Aleardo Villa (Ravello, 12 février 1865 – Milan, 31 décembre 1906  est un peintre de l'école italienne, un représentant du Style liberty, la déclinaison italienne de l'Art nouveau. Initialement peintre de sujets religieux, il s'est résolument engagé sur la voie de l'affiche et de l'art publicitaire. Il est, dès 1889, un des premiers à réaliser des cartes postales en Italie pour la Maison Ricordi et diverses affiches Art nouveau.
Il a participé à la collection JOB.

## Biographie
Élève de Giuseppe Bertini et de Bartolomeo Giuliano, il est diplômé auprès de l'Académie des beaux-arts de Brera. 
En 1891 il expose son Consolatrix Afflictorum à la Triennale de Brera et devient connu comme peintre. 
Doué dans la composition, il a une prédilection pour les couleurs froides. Il se spécialise dans le portrait, surtout de figures féminines. 
Cependant, quelques années après, il abandonne la peinture artistique proprement dite pour se consacrer à ce qu'il appelle la « peinture élémentaire », à savoir la publicité graphique. 
Il produit surtout alors des affiches pour la maison d'édition musicale Ricordi de Milan.
Il se suicide la nuit du nouvel an 1907, âgé de 41 ans.

## Principales affiches
- 1897 - Regate di Pallanza (Régates à Pallanza)
- 1898 - Grandi Magazzini Fratelli Bocconi (Grands magasins Frères Bocconi)
- 1899 - Confezioni Mele (Confections Mele, magasins de Naples)
- 1900 - Bitter Campari (Boisson amère Campari)
- 1900 - Cordial Campari (Remontant Campari)
- 1900 - Birra Poretti (Bière Poretti)
- 1900 - Caffaro (journal politique de Gênes)
- 1900 - Adriana Lecouvreur (opéra Adriana Lecouvreur de Francesco Cilea)
- 1902 - Gas Aerogeno (Gaz Aérogène)
- 1902 - Confezioni Mele (Confections Mele, magasins de Naples)
- 1905 - Oleoblitz
- 1907 - Papier à cigarettes JOB (Collection JOB, calendrier 1907)

|  |  |  |

## Principaux tableaux

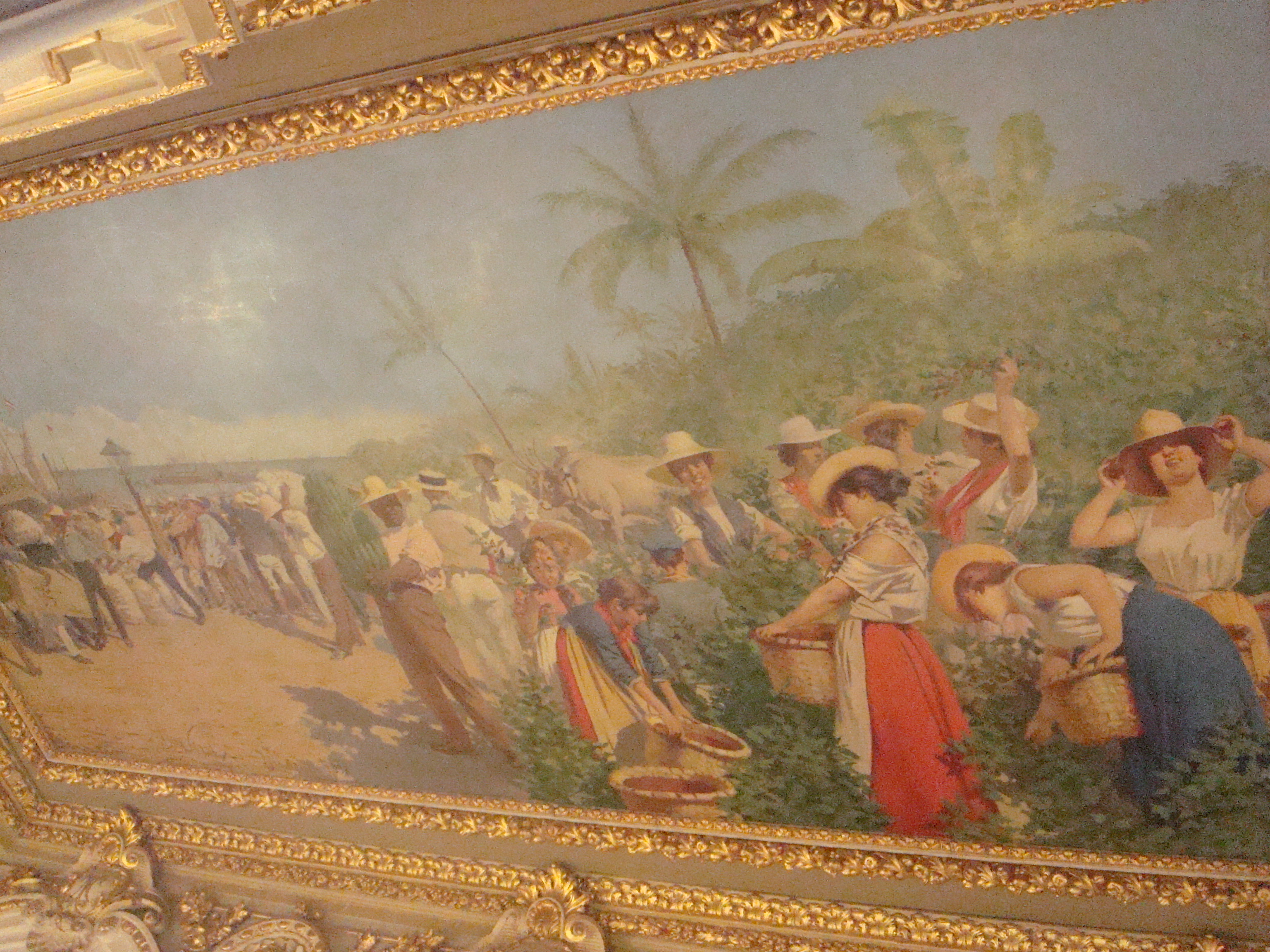
Allégorie du Commerce et de l'Agriculture du Costa Rica.

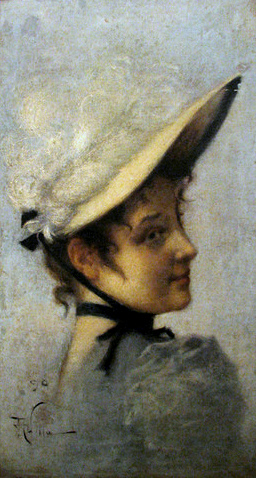
Portrait de femme.

Parmi ses principales œuvres, on peut citer les deux tableaux qu'il a présentés en 1906 à Milan, lors de l'exposition pour l'inauguration du Tunnel du Simplon : Ultimi raggi (Derniers rayons) et Brividi (Frissons).
D'autres tableaux de l'artiste sont conservés à la galerie d'art moderne de Milan : 
- Primavera (Printemps)
- Paolo e Virginia (Paul et Virginie)
- Mascherina (Masque)
- La morte dei poveri (La mort des pauvres)
- Profilo muliebre (Profil féminin)
- Sala degli arazzi in palazzo Clerici (Salle des tapisseries dans le palais Clerici).

Sur une fresque située au plafond du grand escalier, 21, Via Saffi à Milan, Aleardo Villa a représenté deux figures féminines légères, entourées de guirlandes de fleurs.
Aleardo participa aussi à la décoration du Théâtre national du Costa Rica en réalisant en 1897 une peinture murale, appelée Allégorie du Commerce et de l'Agriculture du Costa Rica. Ce tableau décrit la vie économique du pays dans la deuxième partie du XIXe siècle, basée sur les monocultures du café et de la banane. Cette peinture a été reproduite sur le billet de cinq colons pendant quelques décennies, dès la fin des années 1960.

## Source de traduction
- (it) Cet article est partiellement ou en totalité issu de l’article de Wikipédia en italien intitulé « Aleardo Villa » (voir la liste des auteurs).